# Frances Perkins
Frances Coralie Perkins (født Fanny Coralie Perkins, 10. april 1880 – 14. maj 1965) var USA's arbejdsminister fra 1933 til 1945 og var den første kvindelige amerikanske minister. Som loyal støtte af sin ven Franklin D. Roosevelt hjalp hun med til at trække den amerikanske fagbevægelse ind i New Deal koalisionen. Hun og indenrigsminister Harold Ickes var de eneste i den oprindelige regering, som forblev på deres poster gennem hele Roosevelts regeringstid.

## Arbejdsminister i 12 år
Perkins blev født i Boston, Massachusetts som datter af Susan Bean Perkins og Frederick W. Perkins, der ejede en papirforretning og begge stammede fra Maine). Hun tilbragte en stor del af sin barndom i Worcester. Hun blev døbt Fannie Coralie Perkins, men ændrede sit fornavn til Frances.
Perkins gik på Ferry Hall School i Lake Forest i Illinois og fik eksamen fra Mount Holyoke College med en batchelorgrad i 1902 og fra Columbia University med en embedseksamen i sociologi i 1910. I mellemtiden underviste hun og var frivillig i medborgerhuse (settlement houses) som Hull House.
Hun blev kendt som leder af New York Consumers League i 1910 og arbejdede energisk for bedre arbejdstider og -betingelser. Året efter var hun tilskuer til den tragiske Triangle Shirtwaist Factory fire, en afgørende begivenhed i hendes liv.
Frances Perkins giftede sig med Paul Caldwell Wilson i 1913. Hun beholdt sit pigenavn, og forsvarede sin ret til at gøre det i retten. Inden hun kom til Washington D.C. beklædte Perkins forskellige stillinger i staten New Yorks ledelse. I 1918 accepterede Perkins guvernør Al Smiths tilbud om at indtræde i New York State Industrial Commission, hvor hun blev det første kvindelige medlem. Hun blev formand for kommissionen i 1926.
I 1929 udpegede den nyvalgte guvernør i New York, Franklin D. Roosevelt, hende til state industrial commissioner. Efter samarbejde og respekt fra forskellige politiske grupperinger hjalp Perkins dygtigt med til at placere New York på forkant med progressive reformer. Hun udvidede fabrikstilsynet, reducerede arbejdsugen til 48 timer og talte for love om mindstelønninger og arbejdsløshedsforsikring.
I 1933 udpegede Roosevelt Perkins til USA's arbejdsminister, en post hun beholdt i 12 år, længere end nogen anden arbejdsminister. Hun blev det første kvinde, som kom ind i præsidentens arvefølge. Sammen med Harold L. Ickes var hun det eneste regeringsmedlem, som beholdt sin post under hele FDR's præsidenttid.
Med få undtagelser støttede præsident Roosevelt til stadighed de mål og programmer, som Perkins opstillede. I en regering fuld af kompromisser var præsidentens støtte til Perkins politik usædvanlig konstant.

Som arbejdsminister spillede Perkins en nøglerolle i regeringen ved at formulere New Deal lovgivning, herunder mindstelønslove. Hendes vigtigste bidrag kom imidlertid i 1934 som formand for præsidentens komite om økonomisk sikkerhed. På denne post var hun involveret i alle aspekter af de rapporter og høringer som endte med at blive til Social Security Act i 1935.
I 1939 blev hun kritiseret af medlemmer af kongressen, fordi hun afviste at deportere den kommunistiske leder af vestkystens International Longshore and Warehouse Union, Harry Bridges. Det endte med at Bridges fik oprejsning af USA's højesteret.
Al Smith var en maskine politiker af den gamle skole og var en tidlig socialreformator, som Frances Perkins gjorde fælles sag med. Ved Smiths begravelse i 1944 blev to af hans tidligere politiske kumpaner fra Tammany Hall hørt tale om, hvorfor Smith var blevet en social korsfarer. En af dem opsummerede sagen på denne måde: "Jeg vil fortælle dig, at Al Smith læste en bog. Den bog var et menneske, og hendes navn var Frances Perkins. Hun fortalte ham alle disse ting, og han troede på hende."
Efter hendes embedstid som arbejdsminister blev Perkins i 1945 anmodet af præsident Harry Truman om at sidde i United States Civil Service Commission, hvilket hun gjorde indtil 1952, hvor hendes mand døde og hun trak sig tilbage fra offentlig tjeneste. I denne periode udgav hun også en biografi om hendes tid i FDR's regering med titlen: The Roosevelt I Knew, som indeholdt et sympatisk syn på præsidenten.
Efter sin karriere i offentlig tjeneste forblev Perkins aktiv som lærer og forelæser ved New York State School of Industrial and Labor Relations på Cornell University til sin død i 1965 i en alder af 85.
Bygningen, som er hovedkvarter for De Forenede Staters arbejdsministerium i Washington, D.C. er opkaldt efter hende.

## Eftermæle
Frances Perkins, den første amerikanske minister, havde en utaknemmelig udfordring: hun måtte være lige så dygtig, frygtløs, taktfuld og politisk dreven som de andre politikere i Washington for at gøre det muligt for andre kvinder at blive accepteret i magtens haller. 
Perkins ville være blevet berømt blot ved at være den første kvindelige minister, men hendes eftermæle stammer fra det hun gennemførte – hun var i stort omfang ansvarlig for at USA gennemførte "Social security", arbejdsløshedsforsikring, lovgivning om børnearbejde og indførelse af mindstelønninger.
Perkins havde et køligt temperament, som holdt hende oppe over mængden. Selv om hendes resultater viser hendes store kærlighed til arbejdere og grupper i underklassen, gjorde hendes opvækst i Boston, at hun holdt sig tilbage fra frit af færdes iblandt dem og vise personlig hengivenhed. Hun var dygtig til at gennemføre gennemgribende reformer ovenfra, men fangede aldrig offentlighedens øje eller dens hengivenhed.

## Yderligere læsning
- Downey, Kirstin. The Woman Behind the New Deal: The Life of Frances Perkins, FDR's Secretary of Labor and His Moral Conscience. New York: Nan A. Talese/Doubleday, 2009. ISBN 0-385-51365-8.